# Кузнецов, Александр Васильевич (Герой Российской Федерации)
Кузнецо́в Алекса́ндр Васи́льевич (род. 17 сентября 1979, Омск) — российский военнослужащий, гвардии сержант, Герой Российской Федерации (2000).

## Биография
Родился 17 сентября 1979 года в городе Омске. После окончания 8-ми классов средней школы № 16 учился в профессионально-техническом училище № 2, затем работал сварщиком.
В 1997 году призван на срочную службу в Вооружённые силы Российской Федерации. Командир мотострелкового разведотделения 74-й отдельной мотострелковой бригады Сибирского военного округа (город Юрга Кемеровской области). С октября 1999 года — участник Второй чеченской войны.
С 26 по 28 октября 1999 года в составе разведгруппы проник в тыл боевиков в районе Теркского хребта. Разведчиками был выявлен укреплённый район боевиков, который было принято решение уничтожить. Сняв часового и скрытно проникнув на позиции противника, сержант А. В. Кузнецов гранатами взорвал два пулемётных ДОТа. Завязался бой: разведгруппа была атакована несколькими десятками боевиков. Однако умело обороняясь, разведчикам удалось выйти к позициям российских войск без погибших. При этом сержант А. В. Кузнецов вынес на себе раненого пулемётчика.
Позднее, захватил в бою пулемёт и 5 автоматов противника, и также вынес из-под огня раненого однополчанина.
В конце 1999 года уволен в запас. Окончил вечернюю школу, работал охранником, автослесарем.
Указом Президента Российской Федерации от 9 марта 2000 года за мужество и героизм, проявленные при выполнении воинского долга в ходе контртеррористической операции в Северо-Кавказском регионе, гвардии сержанту запаса Кузнецову Александру Васильевичу присвоено звание Героя Российской Федерации с вручением медали «Золотая Звезда» (№ 587).
В 2002 году поступил на службу в органы МВД России, учился в Омской юридической академии МВД России. Живёт и работает в Омске.

## Награды и звания
- Герой Российской Федерации (9 марта 2000)